# مايك ماكالوم
مايك ماكالوم (بالإنجليزية: Mike McCallum) مواليد 7 ديسمبر 1956 في كينغستون، هو ملاكم جامايكي سابق صنّف ضمن فئة وزن خفيف الثقيل. سبق أن شارك في دورة الألعاب الأولمبية الصيفية.

## إحصائيات
خاض خلال مسيرته 55 نزالا، فاز في 49 وتعادل في 1 وخسر في 5. فاز بالضربة القاضية في 36 نزالا.

## الميداليات
| الميدالية | المسابقة                    |
| --------- | --------------------------- |
| ذهبية     | دورة ألعاب الكومنولث 1978   |
| فضية      | دورة الألعاب الأمريكية 1979 |

## روابط خارجية
- مايك ماكالوم على موقع بوكس ريك (الإنجليزية) (registration required)
- مايك ماكالوم على موقع أوليمبيديا (الإنجليزية)
- مايك ماكالوم على موقع اتحاد ألعاب الكومنولث (مؤرشف) (الإنجليزية)